# Circuito de Getxo 2002
Il Circuito de Getxo 2002, cinquantasettesima edizione della corsa, si svolse il 31 luglio 2002 su un percorso di 185,3 km, con partenza e arrivo a Getxo. Fu vinto dallo svizzero Martin Elmiger della Phonak Hearing Systems davanti al russo Pavel Brutt e al ceco Jan Hruska.

## Ordine d'arrivo (Top 10)
| Pos. | Corridore                | Squadra                | Tempo    |
| ---- | ------------------------ | ---------------------- | -------- |
| 1    | Martin Elmiger           | Phonak Hearing Systems | 4h09'22" |
| 2    | Pavel Brutt              | Itera                  | s.t.     |
| 3    | Jan Hruska               | ONCE-Eroski            | s.t.     |
| 4    | Francisco José Lara Ruiz | Team Coast             | s.t.     |
| 5    | Edouard Gritsoun         | Itera                  | a 15"    |
| 6    | Juan Antonio Flecha      | iBanesto.com           | a 18"    |
| 7    | Alejandro Valverde       | Kelme                  | a 1'07"  |
| 8    | Pablo Fernandez Perez    | Relax-Fuenlabrada      | s.t.     |
| 9    | Radoslaw Romianik        | CCC-Polsat             | s.t.     |
| 10   | Angel Castresana del Val | ONCE-Eroski            | s.t.     |